# وايلد-دونالد غيرييه
وايلد-دونالد غيرييه (Wilde-Donald Guerrier) (31 مارس 1989 في بورت بيمينت في هايتي – )؛ هو لاعب كرة قدم كان يلعب كلاعب وسط. يلعب مع منتخب هايتي لكرة القدم منذ عام 2010.

## وصلات خارجية
- وايلد-دونالد غيرييه على موقع اتحاد تركيا (لاعب) (الإنجليزية)
- وايلد-دونالد غيرييه على موقع قاعدة بيانات كرة القدم.إي يو (الإنجليزية)
- وايلد-دونالد غيرييه على موقع ليكيب (الفرنسية)
- وايلد-دونالد غيرييه على موقع ناشيونال فوتبول تيمز (الإنجليزية)
- وايلد-دونالد غيرييه على موقع Soccerway.com (الإنجليزية)
- وايلد-دونالد غيرييه على موقع عالم كرة القدم.نت (الإنجليزية)
- وايلد-دونالد غيرييه على موقع AS.com (الإسبانية)